# 7999 Nesvorný
7999 Nesvorný eller 1986 RA3 är en asteroid i huvudbältet som upptäcktes den 11 september 1986 av den amerikanske astronomen Edward L.G. Bowell vid Anderson Mesa Station. Den är uppkallad efter den tjeckiska astronomen David Nesvorný.
Asteroiden har en diameter på ungefär 25 kilometer.